# Liste der Biografien/Willk
Liste der Biografien |
Portal Biografien |
Personensuche
# |
A |
B |
C |
D |
E |
F |
G |
H |
I |
J |
K |
L |
M |
N |
O |
P |
Q |
R |
S |
T |
U |
V |
W |
X |
Y |
Z |
?
 
Wa |
Wc |
Wd |
We |
Wh |
Wi |
Wj |
Wl |
Wn |
Wo |
Wr |
Ws |
Wt |
Wu |
Ww |
Wy |
Wz
 
Wia |
Wib |
Wic |
Wid |
Wie |
Wif |
Wig |
Wih |
Wii |
Wij |
Wik |
Wil |
Wim |
Win |
Wio |
Wip |
Wir |
Wis |
Wit |
Wiv |
Wiw |
Wix |
Wiz
 
Wila |
Wilb |
Wilc |
Wild |
Wile |
Wilf |
Wilg |
Wilh |
Wili |
Wilj |
Wilk |
Will |
Wilm |
Wiln |
Wilo |
Wilp |
Wilr |
Wils |
Wilt |
Wilu |
Wilw |
Wily |
Wilz
 
Willa |
Willb |
Willc |
Willd |
Wille |
Willf |
Willg |
Willh |
Willi |
Willj |
Willk |
Willm |
Willn |
Willo |
Willr |
Wills |
Willu |
Willv |
Willw |
Willy
Die Liste der Biografien führt alle Personen auf, die in der deutschsprachigen Wikipedia einen Artikel haben. Dieses ist eine Teilliste mit 12 Einträgen von Personen, deren Namen mit den Buchstaben „Willk“ beginnt.

## Willk

### Willke
- Willke, Gerhard (* 1945), deutscher Politikwissenschaftler und Hochschullehrer
- Willke, Helmut (1945–2024), deutscher Soziologe
- Willke, Klaus, deutscher Tischtennisspieler
- Willke, Otto (1876–1961), deutscher Heimatforscher und Naturschützer

### Willki
- Willkie, Wendell (1892–1944), US-amerikanischer Jurist und Geschäftsmann

### Willko
- Willkomm, Aenne (1902–1979), deutsche Kostümbildnerin
- Willkomm, Ernst (1810–1886), deutscher Schriftsteller
- Willkomm, Heinrich Moritz (1821–1895), deutscher Botaniker
- Willkomm, Jürgen (* 1959), deutscher Fußballspieler
- Willkomm, Katharina (* 1987), deutsche Politikerin (FDP)Katharina Willkomm (* 1987)

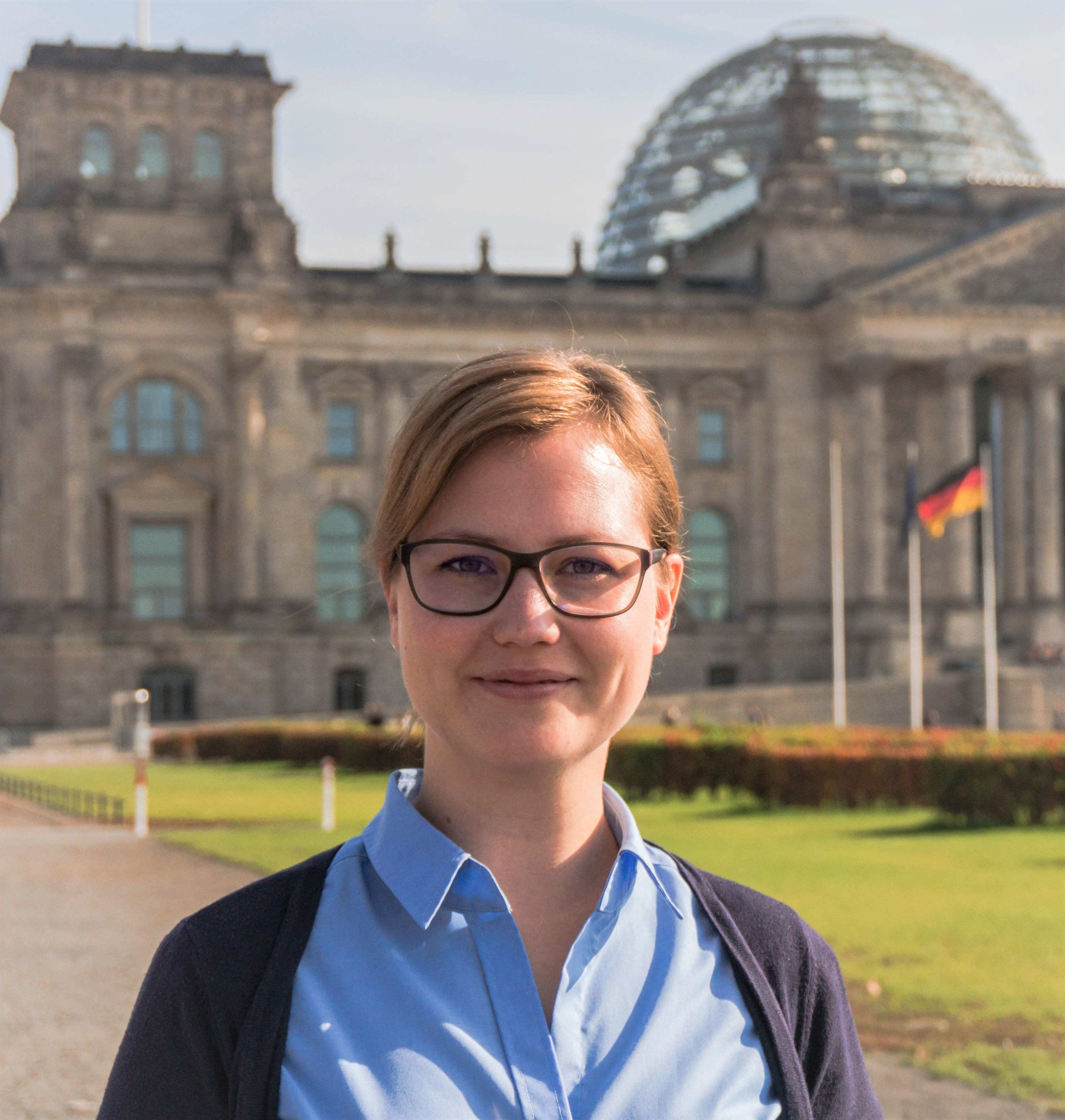
Katharina Willkomm (* 1987)

- Willkomm, Kurt (1905–1933), deutscher antifaschistischer Widerstandskämpfer
- Willkowsky, Lea (* 1988), deutsche Theater- und Filmschauspielerin